# Philip Reese Uhler
Philip Reese Uhler (ur. 3 czerwca 1835 w Baltimore, zm. 21 października 1913 tamże) – amerykański bibliotekarz, entomolog (specjalizujący się w hemipterologii) i geolog.

## Życiorys
Urodził się w 1835 roku w Baltimore w stanie Maryland. Jego ojcem był bogaty kupiec George Washington Uhler, matką zaś Anna Reese Uhler. Uczęszczał do Latin School, a potem do Baltimore College. Od młodości zbierał owady. Jego pasję wspierał John Gottlieb Morris, przyrodnik i pierwszy bibliotekarz Peabody Institute. Początkowo Uhler interesował się chrząszczami, a w 1861 przełożył z łaciny na angielski dotyczącą siatkoskrzydłych Synopsis of Neuroptera of North America Hermanna A. Hagena. Od 1861 roku publikował już głównie o pluskwiakach.
W 1862 roku został asystentem bibliotecznym Morrisa w Peabody Institute. Wkrótce potem zaczął studiować na Uniwersytecie Harvarda pod kierunkiem Louisa Agassiza. Dzięki jego poleceniu w 1884 roku zaczął praktykować jako bibliotekarz i kurator zbioru owadów Muzeum Zoologii Porównawczej. W tym samym czasie nauczał entomologii na Harvardzie, dawał wykłady w muzeum oraz uczęszczał na zajęcia do Lawrence Scientific School, gdzie studiował z wieloma sławnymi harvardzkimi naukowcami, w tym Asą Grayem, Jeffriesem Wymanem i Nathanielem Shalerem.
W 1867 roku wrócił do Baltimore na posadę asystenta bibliotekarza Peabody Institute. W 1870 roku awansował tam na kierownika biblioteki. Posadę tę zachował do końca życia. Brał aktywny udział w tworzeniu się w Baltimore nowej uczelni wyższej, Uniwersytetu Johnsa Hopkinsa. W 1876 roku został jego pierwszym profesorem nadzwyczajnym. W latach 1880–1911 był rektorem.
Ostatnia jego publikacja, Recognition of two North American species of Cicada, ukazała się w 1905 roku. Dalszą pracę naukową uniemożliwiło mu pogorszenie wzroku związane z jaskrą. Zmarł w 1913 roku w rodzinnym mieście.

## Dorobek naukowy
Uhler specjalizował się w hemipterologii. Jest autorem ponad 50 publikacji naukowych dotyczących pluskwiaków. Opisał w nich setki nowych dla nauki taksonów, w tym około 600 nowych gatunków. Szczególne zasługi wniósł do poznania pluskwiaków różnoskrzydłych – nazywany bywa „ojcem amerykańskiej heteropterologii” i „największym amerykańskim heteropterystą”. Do największych jego dzieł na tym polu należą monografie północnoamerykańskich ziemikowatych i nabrzeżkowatych. Badał głównie faunę zachodniej Ameryki Północnej, Haiti i Europy. Publikował także istotne prace dotyczące geologii okresu kredy. Na polu bibliotekarstwa wsławił się m.in. publikując w latach 1883–1892 z Nathanielem H. Morisonem pięciotomowy katalog zbiorów bibliotecznych Peabody Institute.
Uhler był członkiem American Association for the Advancement of Science, American Entomological Society, Academy of Natural Sciences of Philadelphia, Entomological Society of Washington i Royal Society of the Arts. Był także założycielem i prezydentem Maryland Academy of Science.
Zbiory Uhlera zdeponowane zostały głównie w Narodowym Muzeum Historii Naturalnej w Waszyngtonie, ale część znajdować się może w Brytyjskim Muzeum Historii Naturalnej oraz California Academy of Science.